# Abdelhakim Bouhna
Abdelhakim (Hakim) Bouhna (Brussel, 24 mei 1991) is een Marokkaans-Belgische voetballer die als linksbuiten speelt.

## Carrière
Hakim Bouhna speelde bij de jeugd van KVK Zaventem alvorens hij de overstap maakte naar derdeklasser Diegem Sport. Reeds als jeugdspeler kon hij op de interesse van verscheidene grote clubs rekenen. De Marokkaan maakte in 2010 zijn debuut in het eerste elftal van Diegem. Hij combineerde het voetbal met zijn studies buitenlandse handel. In maart 2012 tekende Bouhna een contract bij RSC Anderlecht. Na het seizoen 2011/12 sloot hij zich aan bij de spelersgroep van de Brusselse eersteklasser. Voor het seizoen 2012-2013 werd hij uitgeleend aan KSV Roeselare. In 2014 vertrok hij bij Anderlecht, zonder geen enkele wedstrijd te hebben gespeeld. In Italië speelde hij vervolgens voor US Latina Calcio. Momenteel staat hij onder contract bij de Kroatische topclub NK Istra 1961. Hij debuteerde in de Prva HNL op 13 september 2015 tegen HNK Rijeka.

## Statistieken[2]
| Seizoen | Club                   | Land      | Competitie         | Wed. | Goals |
| ------- | ---------------------- | --------- | ------------------ | ---- | ----- |
| 2010/11 | Diegem Sport           | België    | Derde klasse       | 25   | 9     |
| 2011/12 | Diegem Sport           | België    | Derde klasse       | 29   | 6     |
| 2012/13 | RSC Anderlecht         | België    | Jupiler Pro League | 0    | 0     |
| 2012/13 | KSV Roeselare (huur)   | België    | Belgacom League    | 24   | 1     |
| 2013/14 | RSC Anderlecht         | België    | Jupiler Pro League | 0    | 0     |
| 2014/15 | RSC Anderlecht         | België    | Jupiler Pro League | 0    | 0     |
| 2014/15 | SSD Latina Calcio 1932 | Italië    | Serie D            | 3    | 0     |
| 2015/16 | NK Istra 1961          | Kroatië   | 1.HNL              | 24   | 1     |
| 2016/17 | NK Istra 1961          | Kroatië   | 1.HNL              | 19   | 0     |
| 2017/18 | Lokomotiv Plovdiv      | Bulgarije | Parva Liga         | 13   | 1     |
| 2018/19 | Lokomotiv Plovdiv      | Bulgarije | Parva Liga         | 31   | 1     |
| Totaal  | Totaal                 | Totaal    | Totaal             | 170  | 20    |

1 Brkić ·
2 Gojković ·
3 Žižić ·
5 Vukman ·
6 Ojdanić ·
8 Grković ·
9 Nikolić ·
10 Bouhna ·
12 Iveša ·
13 Gregov ·
14 Barišić ·
15 Matoš ·
16 Pavlović ·
17 Tomić  ·
18 Đurić ·
20 Mišić ·
21 Zlomislić ·
23 Svraka ·
24 Repić ·
25 Hadžić ·
26 Heister ·
27 Zolotić ·
29 Franić ·
99 Kasalica ·
Coach: Panadić